# Електричний синапс

## Розповсюдження

Будова електричного синапсу: а - коннексон у закритому стані; b - коннексон у відкритому стані; с - коннексон, вбудований в мембрану; d - мономер коннексину; е - плазматична мембрана; f - міжклітинний простір; g - проміжок у 2-4 нанометри в електричному синапсі; h - гідрофільний канал коннексону.

В першій половині ХХ сторіччя вважалося, що передача нервового сигналу за допомогою хімічного синапсу притаманна періферийним нервово-мускульним контактам хребетних (автономна мускулатура та моторні контакти), але, в основному через брак дослідних даних, синапси в Центральній нервовій системі (ЦНС) вважались такими, що використовують безпосередньо електричну передачу. Але, після відпрацювання методик внутрішньоклітинного запису електричних потенціалів в 1950-х роках, було показано, що з’єднання нейронів хімічними синапсами є правилом для ЦНС хребетних.
Надалі деякі синапси в нервовій системі ракоподібних були ідентифіковані як електричні. На теперішній час виявлена невелика кількість електричних синапсів в мозку ссавців, і велика їх доля в ЦНС нижчих хребетних, особливо риб. У безхребетних електричні синапси досить звичайні в нервовій системі аннелід та ракоподібних. Електричні синапси звичайно розташовані на таких нервових шляхах, де потрібне додержання точно визначеного часу проходження нервового імпульсу – з огляду на те, що електричний синапс не спричинює помітної в досліді затримки сигналу.

## Будова
Вказані властивості відбиваються і на мікроструктурі електричного синапсу, виявленій за допомогою електронного мікроскопу.
На відміну від хімічного синапсу, синаптична щілина в електричному синапсі є надзвичайно вузькою (близько 3.5 нанометри). Через синаптичну щілину даного типу синапсів проходять просторво впорядковані гідрофільні протеїнові тунелі, кожний приблизно 5 нанометрів завширшки, котрі перфорують пре- та постсинаптичну мембрану і називаються коннексонами. У первинноротих організмів (нематоди, молюски, членистоногі) коннексони сформовані протеїнами специфічної структури, що називаються паннексинами або іннексинами; у вторинноротих (голкошкірі, асцидії, хребетні) коннексони побудовані з протеїнів іншого типу – коннексинів, котрі кодуються іншою групою генів. 
Ссавці в цьому плані є менш диференційовані вториннороті, і в їхньому організмі поряд з коннексинами виробляються також і паннексини, але досі у хребетних не виявлено жодного електричного синапсу, де міжклітинні канали були б сформовані паннексинами.
Міжмембранні тунелі, сформовані коннексинами (або паннексинами) забезпечують рідинний взаємозв’язок між двома нейронами – пре- та постсинаптичним - та уможливлюють прохід через них іонів та малих молекул, в тому числі штучно введених в клітину флуоресцентних барвників. Прохід вказаних барвників через електричний синапс може бути зареєстрований навіть за допомогою світлового мікроскопу.
Електричні синапси дозволяють здійснення електричної провідності в обох напрямках (на відміну від хімічних); втім, останнім часом у деяких ракоподібних було відкрито спрямовуючі електричні синапси, тобто такі, що дозволяють проходження нервового сигналу тільки в одному напрямку.

## Функції
Описані властивості електричних синапсів визначають їхні функції в нервовій системі різних організмів.
Завдяки прямому переходу іонів через такий синапс нервовий сигнал передається ними практично без затримки. Це дозволяє ракоподібним, у яких такі синапси поєднують нейрони, що відповідають за рухову активність, мінімізувати час між появою небезпеки та моторною реакцію на неї – що часто є критичним при втечі від хижака.
Загальніша функція електричних синапсів, основана на проведенні ними сигналу в обох напрямках, полягає в синхонізації активності нейронних популяцій. Наприклад, нейрони стовбуру головного мозку, що генерують ритмічні електричні імпульси, які забезпечують дихання, мають синхронизувати цю активність. Така синхронізація досягається завдяки наявності в їхній популяції електричних синапсів, які миттєво збуджують клітини, що „відстали” на якому-небудь такті збудження від інших. Популяції нейронів, де наявні електричні синапси, які забезпечують синхронізацію збудження, виявлені також в корі, таламусі, мозочку та інших частинах мозку.
Той факт, що розмір пори коннексонів електричних синапсів дозволяє перехід з клітини в клітину молекул АТФ та вторинних месенджерів, також відіграє важливу роль в забезпеченні синхронізації збудження та метаболізму нейронів - останнє особливо важливо для клітин нейроглії, поєднання котрих електричними синапсами було відкрите нещодавно.

## Додаткова література
- Vaughn Mitchell J.; Haas Julie S. (2022). On the Diverse Functions of Electrical Synapses. Frontiers in Cellular Neuroscience 16. ISSN 1662-5102. doi:10.3389/fncel.2022.910015.
- Martin E. Anne; Lasseigne Abagael M.; Miller Adam C. (2020). Understanding the Molecular and Cell Biological Mechanisms of Electrical Synapse Formation. Frontiers in Neuroanatomy 14. ISSN 1662-5129. doi:10.3389/fnana.2020.00012.
- Pereda Alberto E. (2014-04). Electrical synapses and their functional interactions with chemical synapses. Nature Reviews Neuroscience (англ.) 15 (4). с. 250–263. ISSN 1471-0048. doi:10.1038/nrn3708.
- Bennett Michael V.L; Zukin R.Suzanne (2004-02). Electrical Coupling and Neuronal Synchronization in the Mammalian Brain. Neuron 41 (4). с. 495–511. ISSN 0896-6273. doi:10.1016/s0896-6273(04)00043-1.

| МРТ зображення мозку людини | Це незавершена стаття з нейронауки. Ви можете допомогти проєкту, виправивши або дописавши її. |